# Mírová smlouva ve Stockholmu 1720
Mírová smlouva ve Stockholmu (švédsky Freden i Stockholm), která byla podepsána 21.jul./ 1. února 1720greg., ukončila válečný stav mezi Pruským královstvím a Švédskou říší v průběhu třetí severní války (1700 až 1721). Švédsko pokračovalo v boji proti ostatním protivníkům, zároveň již probíhala diplomatická jednání.

## Pozadí

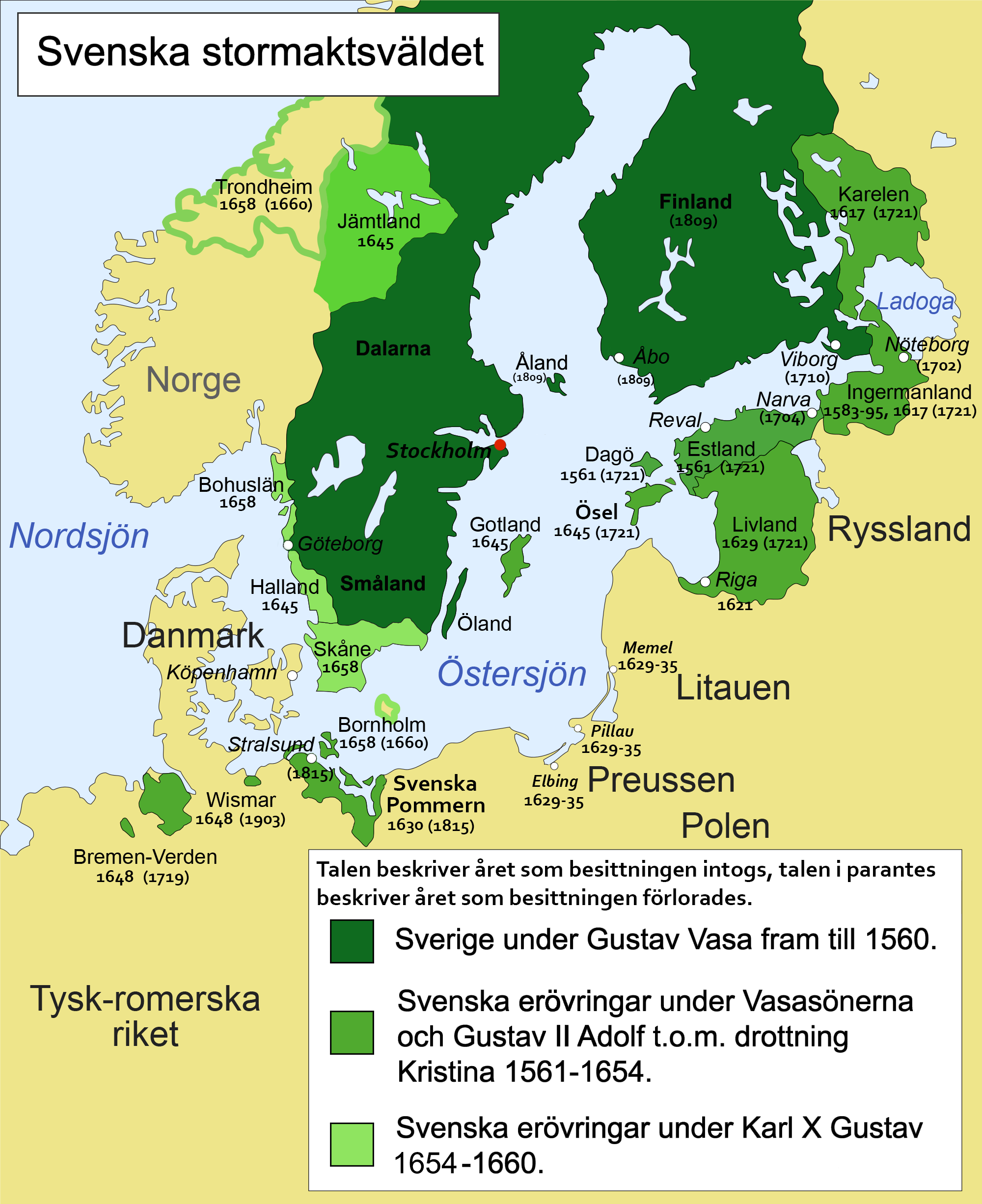
Územní zisky Švédska od roku 1560, v závorce jsou roky ztráty území.

Prusko mělo nesouvislé území, táhnoucí se 1 200 km od zemí Pruského vévodství na jihovýchodním pobřeží Baltského moře až po srdce Hohenzollern v Braniborsku, s enklávami Cleves, Mark a Ravensberg v Porýní. Pruský král Friedrich Wilhelm I. vybudoval svou armádu v jednu z nejmocnějších armád v celé Evropě, což mu vysloužilo přezdívku „král vojáků“.
Roku 1714 skončila válka o španělské dědictví, ve které pruské pomocné sbory bojovaly dlouhé roky za žold mimo svá území. Prusko ve válce nehrálo nezávislou roli a získalo při mírových jednáních dříve dobyté oblasti Obergeldernu v Nizozemí se samotným hlavním městem Geldernem. Mírová smlouva (Utrechtský mír) umožnila králi obrátit se k dosud neskončenému severoevropskému konfliktu. Proto v roce 1715 vstoupilo Prusko do koalice s Dánskem a Saskem a zúčastnilo se Pomořanské kampaně proti Švédsku s ohledem na skutečnost, že kdyby stálo stranou a Švédsko prohrálo, nezískalo by podíl na sporném území. Prusko se zúčastnilo pouze jedné bitvy, bitvy u Stresowa 16. listopadu 1715 na ostrově Rujána, protože válka byla již prakticky rozhodnuta po bitvě u Poltavy v roce 1709.

## Smlouva
Ukončila válku mezi Pruskem a Švédskem. Na oplátku za platbu dvou milionů tolarů získalo Prusko jižní část Pomořanska na sever od řeky Peene (později nazývané Staré západní Pomořansko – Altvorpommern) s přístavem Štětínem a ostrovy Usedom a Wollin. Tyto oblasti byly pod pruskou okupací od roku 1713.
Pro Prusko znamenal tento mír další krok k potvrzení pozice hlavní německé velmoci, zatímco pro Švédsko to byl další neúspěch. Ztráta švédských území v oblasti Baltského moře dále pokračovala.
Na památku akvizice Starého Západního Pomořanska (Altvorpommern) se Štětínem nechal král Friedrich Vilém I. na nově postavenou přístavní bránu ve Štětíně připevnit latinský nápis, ne zcela ironický „Pruský král Fridrich Vilém koupil Štětínské vévodství ... na základě spravedlivé dohody a za spravedlivou cenu získal a znovu začlenil do svého státu“.

## Konečný mír
První mírovou smlouvu Velké severní války podepsaly Švédsko a Hannover již v roce 1719 (Mírová smlouva ve Stockholmu 1719). Po smlouvě Švédska a Pruska v roce 1720 následovaly mírové dohody s ostatními válečnými protivníky: roku 1720 s Královstvím Dánska a Norska, 1721 s Ruskem (Nystadská smlouva) které ukončily boje. Pak ještě následovaly deklarace míru se Saskem (Deklarace Švédska a Saska roku 1729)  a  Polsko-litevskou unií (Deklarace Švédska a Polska roku 1732).